# Sarrià
Sarrià – stacja metra w Barcelonie na linii 6 i 12. Stacja została otwarta w 1863.